# لیونید لوین
لیونید لِوین (روسی: Леони́д Анато́льевич Ле́вин؛ زادهٔ ۲ نوامبر ۱۹۴۸) دانشمند رایانه و علوم انفورماتیک روسی-آمریکایی است. او به دلیل مشارکتهایش پیرامون شانس در رایانش، پیچیدگی الگوریتمی، مسائل رام‌نشدنی و پیچیدگی حالت متوسط شناخته می‌شود.
او و استیون کوک به طور مستقل وجود مشکلات ان‌پی کامل را کشف چندگانه کردند.
لوین در سال ۲۰۱۲ جایزه کنوت را برای کشف کامل بودن NP و توسعه پیچیدگی حالت متوسط دریافت کرد. او عضو آکادمی ملی علوم ایالات متحده و عضو آکادمی علوم و هنر آمریکا است.